# Прапор Снігурівки
Пра́пор Снігурі́вки затверджений 8 червня 2001 р. рішенням сесії Снігурівської міської ради.

## Опис
Прямокутне біле полотнище із співвідношенням сторін 2:3 має синю облямівку шириною в 1/24 від довжини прапора. Прапор має синю горизонтальну хвилясту смугу такою ж шириною посередині прапора і рівну горизонтальну смугу на висоті 3/4 прапора. У центрі — герб міста.